# هیتمن: دشمن درون
هیتمن: دشمن درون (انگلیسی: Hitman: Enemy Within) نخستین کتاب از سری هیتمن، نوشته ویلیام سی. دایتز است.